# Hanhonluoto
Hanhonluoto är en ö i Finland. Den ligger i sjön Ruovesi och i kommunen Mänttä-Filpula i den ekonomiska regionen  Övre Birkalands ekonomiska region  och landskapet Birkaland, i den södra delen av landet, 210 km norr om huvudstaden Helsingfors. Öns area är omkring 930 kvadratmeter och dess största längd är 60 meter i sydöst-nordvästlig riktning.